# Borsa di Anversa
La Borsa di Anversa è un edificio del 1531 che si trova ad Anversa, in Belgio, e che è considerata la prima costruzione al mondo realizzata con la funzione di borsa merci, tanto da esser considerata la "madre di tutte le borse valori" e da aver ispirato la Royal Exchange di Londra su iniziativa di Thomas Gresham che era rappresentante della Corona inglese ad Anversa.

## Storia

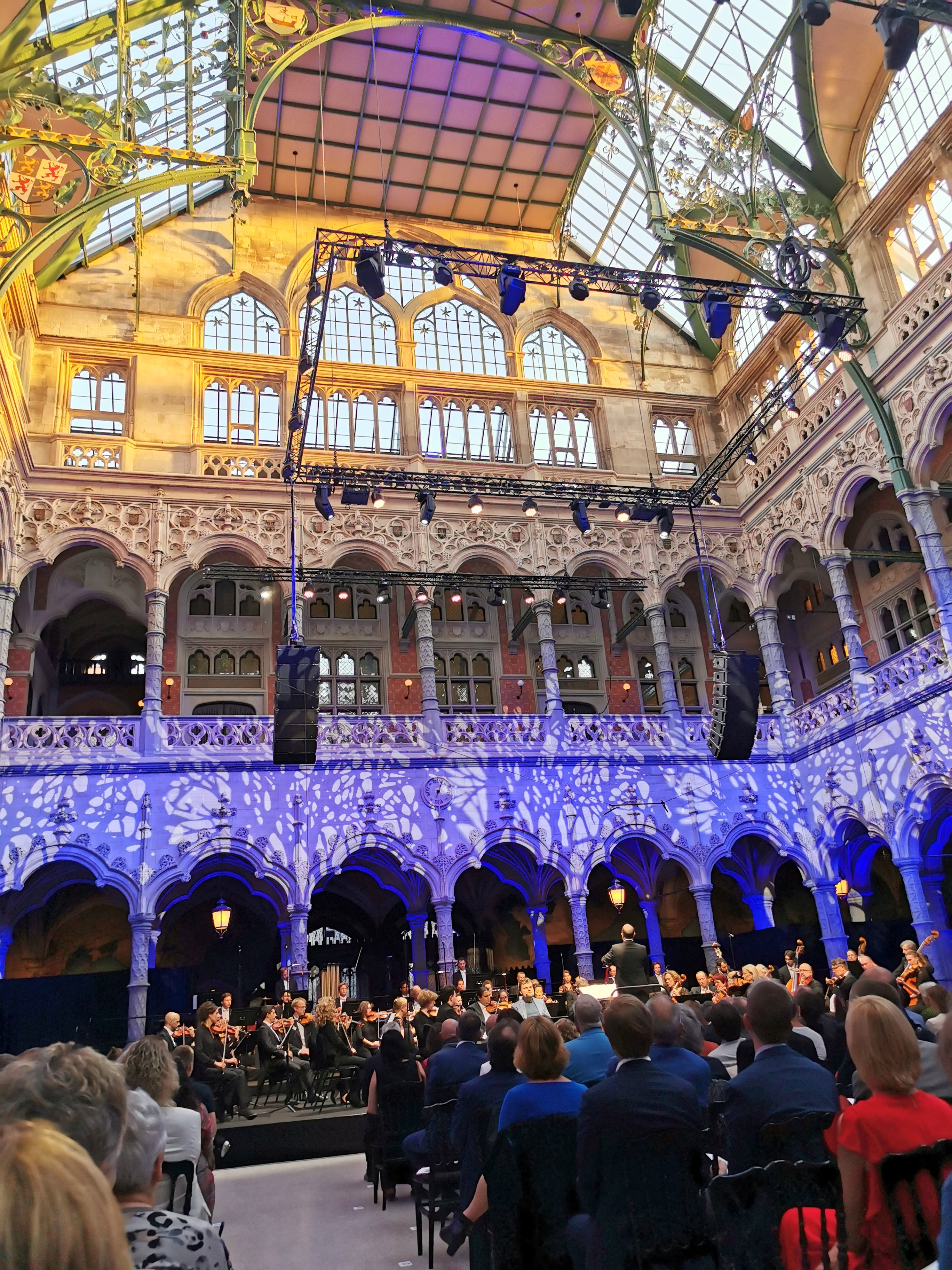
Utilizzo attuale della sala delle contrattazioni

Il primo edificio del 1531 è stato realizzato in stile gotico brabantino su progetto di Dominikus De Waghemakere ed era costituito da uno spazio aperto rettangolare racchiuso da un colonnato coperto da volte a stella e a rete e in cui ogni nazione aveva una sede più o meno permanente.
Nel XVII secolo, in seguito alla caduta di Anversa, Amsterdam divenne il principale centro commerciale dei Paesi Bassi e la borsa di Anversa cadde in disuso e tra il 1661 e il 1810 l'edificio fu utilizzato come accademia di disegno e sede della Corporazione di San Luca.
Nel 1853 lo spazio interno aperto fu coperto da una cupola seguendo l'esempio del Crystal Palace di Londra e dopo l'incendio del 2 agosto 1858 venne indotto un concorso per la realizzazione di un nuovo edificio che fu completato nel 1872 dall'architetto Joseph Schadde, combinando elementi di stile neogotico e tecniche rivoluzionarie, come la costruzione metallica per il rivestimento degli interni.
L'edificio ricostruito venne nuovamente utilizzato come Borsa di Anversa finché nel 1997 non si fuse con la Borsa di Bruxelles, causando l'abbandono dell'edificio. Nel febbraio 2016, durante gli scavi per trasformare il sito in un hotel della catena Marriott, sono stati ritrovati vari pavimenti, delle pareti ed un forno di epoca tardo medievale oltre ad alcune urne risalenti all'età del ferro.
Dopo un ampio restauro, l'edificio viene oggi utilizzato come sala polivalente e ha ospitato i World Choir Games del 2021.

Il piano terra è aperto al pubblico dal sabato alla domenica, dalle 10:00 alle 17:00.

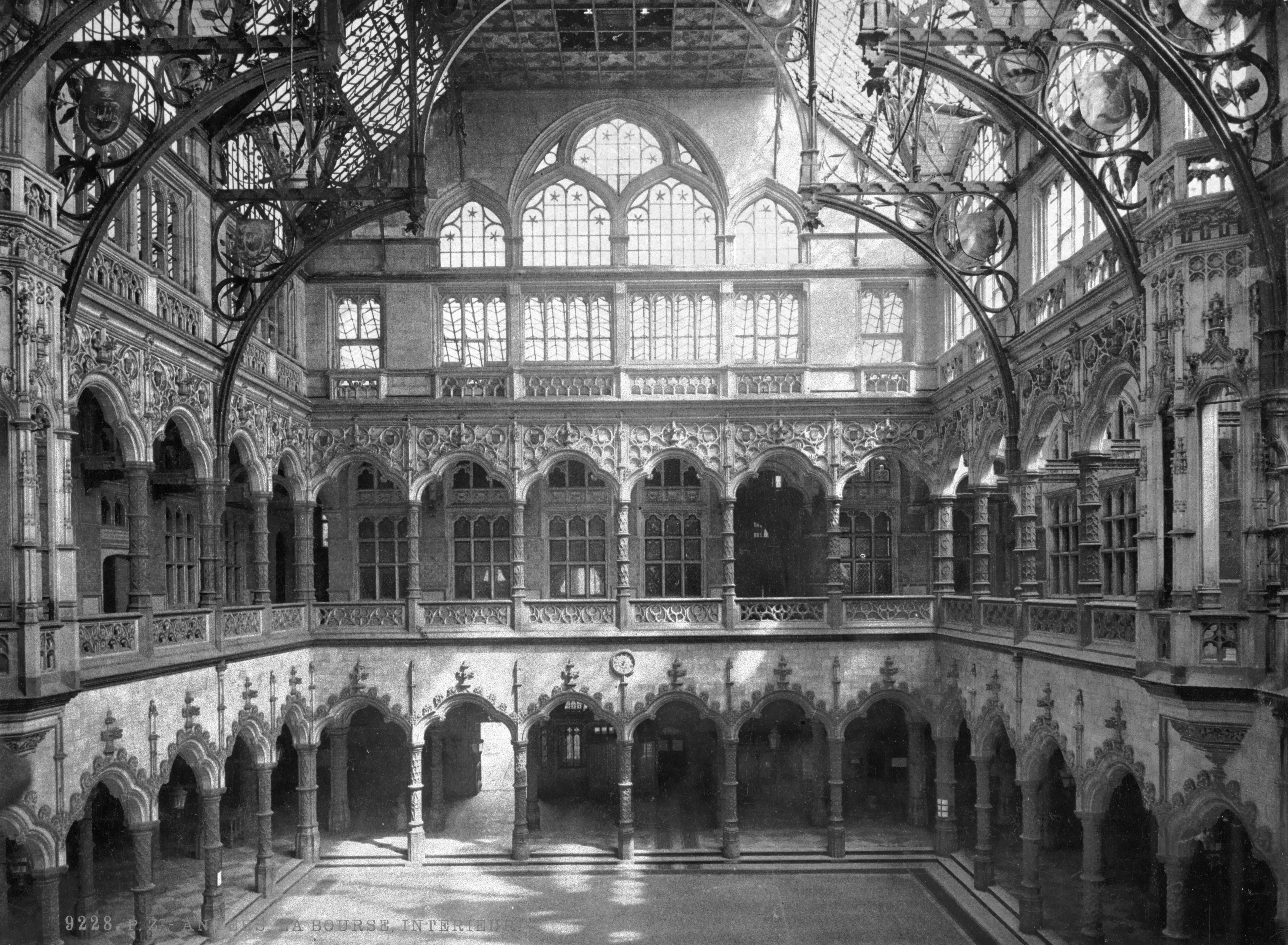
La sala delle contrattazioni, come appariva nel 1890